# Mehmed Pașa
Mehmed Paṥa Sokolović (în turcă otomană سوکلو محمد پاشا, în turcă Sokollu Mehmet Paşa, în sârbă Мехмед-паша Соколовић, în arabă مەحمەد-پاشا سۉقۉلۉوىݘ, pronunțat  [měxmet pâʃa sokǒːloʋitɕ]; n. 1505, Sokolovići, Imperiul Otoman – d. 11 octombrie 1579, Constantinopol, Imperiul Otoman) a fost un om de stat otoman. Născut la Sokolovići, lângă Rudo, în Bosnia Otomană într-o familie creștină ortodoxă, Mehmed a fost luat de la o vârstă fragedă, ca parte a sistemului otoman devșirme de colectare a băieților creștini care urmau să fie crescuți pentru a servi ca ieniceri. Acești băieți au fost convertiți în islam, crescuți și educați, dar la rândul lor li s-au oferit oportunități de a munci și de a se ridica în cadrul sistemului imperial otoman; Sokollu Mehmed Paşa este unul dintre cei care au făcut cele mai bune cariere (ajungând la rangul de mare vizir).
A trecut prin rândurile sistemului imperial otoman, în cele din urmă ocupând posturi de comandant al gărzii imperiale (1543–1546), înaltul amiral al flotei (1546–1551), guvernator general al Rumeliei (1551–1555), al treilea vizir (1555–1561), al doilea Vizir (1561–1565), și marele vizir (1565–1579, pentru un total de 14 ani, trei luni, 17 zile) sub trei sultani: Suleiman Magnificul, Selim al II-lea și Murad al III-lea.  A fost asasinat în 1579, terminându-și cei aproape 15 ani de slujire mai multor sultani, ca unic reprezentant legal în administrarea afacerilor de stat.

## Începutul vieții
La naștere, a primit probabil numele de Bajica, și era de origine sârbă, născut într-o familie de păstori, ortodocși, în zona localității Sokolovići (în turcă, Sokol) în apropierea orașului Rudo de astăzi. „Sokollu” este un demonim, derivat din locul nașterii, unde sufixul -lu înseamnă „din” în turcă. Tatăl lui se numea Dimitrije. Avea doi frați și o soră, care s-a căsătorit cu fratele mai mare al lui  Hüseyin Pasha Boljanić⁠(d), precum și cel puțin un unchi. Detaliile însă despre rudele și familia sa sunt însă neclare în cel puțin două sensuri. Unul îl reprezintă legătura lui cu Makarije Sokolović. Inițial acesta era identificat drept frate al lui, dar astăzi unii istorici îl consideră fie nepot, fie o rudă îndepărtată. Al doilea îl reprezintă unchiul lui Mehmed. În unele surse, unchiul lui era călugăr la mănăstirea Mileševa⁠(d) și i-ar fi educat acolo pe cei doi nepoți ai lui, Bajica and Makarije (frați conforma acestei teorii), dar altele sugerează că unchiul lui s-ar fi convertit și el la islam în tinerețe.
Deși Sokollu devenise musulman, el nu a uitat de familia lui și de originile sârbe ortodoxe. Ulterior avea să numească în posturi importante rude de-ale lui (atât musulmani cât și creștini), ca Sokollu Mustafa Pasha⁠(d), Makarije Sokolović, Ferhad Pasha Sokolović⁠(d), Sinan-beg Boljanić⁠(d), Sokolluzade Lala Mehmed Pasha⁠(d) și Lala Mustafa Pasha.

## Cariera în primii ani
A fost luat din familia lui în virtutea sistemului devșirme și a fost instruit ca ienicer, primind numele de Mehmed. Trimis la Bagdad în slujba vistierului Iskender Çelebi⁠(d), a ajuns apoi la Constantinopol în 1541 ca șambelan imperial și apoi administrator al scutierilor sultanului. În aceste posturi s-a apropiat de sultanul Soliman Magnificul și a învățat de la el.
Ca soldat, Mehmed a excelat la bătălia de la Mohács și la primul asediu al Vienei. În 1546, Kapudan Paşa Hayreddin Barbarossa a murit, iar Mehmed a fost numit succesorul său. În această calitate a fost prezent la expediția navală împotriva Trablusului (actualul Tripoli din Libia). Pe parcursul celor cinci ani în acest post, Mehmed Paşa a întărit foarte mult arsenalul flotei navale.
Mehmed a devenit beilerbei (guvernator general) al Rumeliei în 1551, cu sediul la Sofia. În timp ce vizita pământurile natale, mama lui l-a recunoscut prin semnul de naștere pe față și și-a îmbrățișat copilul pentru prima dată în peste treizeci de ani. 
După moartea lui Ioan Zápolya, rege al Ungariei ca vasal otoman, în 1540, sfântul împărat roman Ferdinand I căuta să anexeze teritoriile lui Zápolya (Regatul Ungariei Răsăritene). Dieta ungară l-a ales ca rege pe copilul mic al lui Zápolya și al Isabellei Jagiełło, Ioan Sigismund Zápolya, ceea ce contravenea tratatul de la Oradea, iar Ferdinand I a invadat Ungaria. Regina Isabella avea dificultăți în a stăpâni Ungaria în numele fiului ei, din cauza opoziției călugărului – (care avea să fie numit cardinal pentru realizările din conflict), numit regent de către Ioan. Ferdinand I l-a trimis pe condotierul Bartolomeo Castoldo, cu peste 7.000 de mercenari care au învins un contingent condus de Péter Petrovics⁠(d), ucigând peste 2500 de oameni din acesta, lângă Cenad. Sultanul i-a ordonat imediat lui Sokollu Mehmed Paşa să pătrundă în Ungaria, așa că a adunat o armată de 90.000 de soldați și 54 de tunuri și a convocat și pașii din Smederevo, Vidin și Nicopole. 
Când forțele sale au ajuns la Slankamen în Sirmia, Gheorghe Martinuzzi i-a cerut lui Mehmed să nu atace Transilvania, spunând că aceasta rămânea în posesia sultanului. Mehmed a respins propunerile de negociere, a condus forțele otomane în Transilvania și a capturat în curând 16 orașe, inclusiv Cenadul și Lipova. În această campanie, Sokollu a câștigat de partea sa garnizoanele locale cu soldați sârbi, folosindu-se de etnia lor comună. Martinuzzi a răspuns prin ridicarea unei rebeliuni în Transilvania, adunând un soldat din fiecare gospodărie. Mehmed a trebuit să se retragă și, a asediat din nou Timișoara pe 14 octombrie, cu cea mai mare parte a armatei sale și 50 de tunuri. Mehmed a cerut capitularea cetății, dar comandantul orașului, Ștefan Losonci, a răspuns cerându-i lui Mehmed să se întoarcă în Rumelia. 
Mehmed a asediat orașul până pe 28 octombrie, dar nu a putut să-l cucerească. Retrăgându-se la Belgrad, a inițiat negocierile de pace cu viceregele-călugăr Martinuzzi. Acesta a fost asasinat la 17 decembrie 1551, iar discuțiile de pace au încetat. Sokollu Mehmed și-a reluat campania militară în 1552, cucerind Timișoara, dar și Hollókő, Buják, Rétság, Balassagyarmat, tot Banatul și Solnocul. Forțele lui Sokollu Mehmed s-au alăturat apoi celor ale lui Ahmet Paşa avansând înspre Eger. Armata lui Mehmed s-a adunat pe Dealul Egid, dar nu putea cuceri orașul.
În 1532, sultanul Soliman a declarat război Persiei Safavide după două decenii de pace care au urmat bătăliei de la Chaldiran⁠(d), deoarece șahul persan Tahmasp încercase să profite de preocuparea sultanului cu Ungaria și a început să facă incursiuni armate pe teritoriul otoman. Sokollu Mehmed a fost expediat pentru a petrece iarna dintre anii 1553/1554 în Tokat pentru a se ocupa de etapele finale ale războiului împotriva Persiei. În iunie 1554, Mehmed Paşa și trupele rumeliene s-au alăturat armatei sultanului și au participat la Campania Safavidă din 1554–1555⁠(d).

### Vizir

#### Al treilea vizir
Impresionat de abilitățile lui Sokollu Mehmed, sultanul la transformat în al treilea Vizir în 1555 și a primit un loc în Consiliul Imperial (Divan). Poziția sa de guvernator general al lui Rumelia a fost dată unui ierarhian aga, Herțegovinian, Pertev Pașa, un vechi companion al lui Mehmed, de când și-au servit ambii sub Iskender Çelebi.
Aproape imediat, Sokollu Mehmed a trebuit să stingă o răzvrătire în jurul Salonicului, condusă de Mustafa Bey, care se preface că este fiul sultanului Mustafa. Sokollu Mehmed a luat 4.000 de călăreți și 3.000 de janiseri și a oprit răzvrătirea. Mustafa Bey a fost spânzurat.
Fratele lui Mehmed, Topuzli-Makarije, a devenit călugăr al mănăstirii sârbești Chilandar de pe Muntele Athos. Makarije Sokolović a efectuat o vizită la palatul fratelui său în Constantinopol în 1557, în cazul în care cei doi frați au discutat despre posibilitatea restabilirii autocefaliei Bisericii Ortodoxe Sârbe. Mai târziu, în același an, Sokollu Mehmed a emis un edict (firman) care a declarat restaurarea Patriarhiei Sârbe din Peć, cu Makarije Sokolović ca Patriarh Sârb Makarije I. Edictul a garantat, de asemenea, drepturile și libertatea religioasă a tuturor locuitorilor Imperiului Otoman. 
Când fostul mare vizir Ahmet Pasha a fost deposedat și spânzurat, el a fost înlocuit de Rüstem Pasha, care a avut numeroși dușmani. Unul dintre ei a fost Lala Mustafa Pașa, care l-a instigat pe cel de-al treilea fiu al sultanului, Bayezid, care era atunci beilerbei al Karamanului, pentru a ridica o revoltă împotriva fratelui său și a lui Selim, moștenitor. Sokollu Mehmed a strâns o armată și s-a dus la Konya, unde a învins în mod decisiv forțele lui Bayezid în mai 1559. Bayezid a fugit în Persia. Sokollu Mehmed a rămas în Asia și a petrecut negocierile de iarnă cu șahul persan cu privire la extrădarea lui Bayezid. După lungi negocieri, șahul ia înmânat pe Bayezid și pe cei patru fii ai săi, care au fost ulterior executați.

#### Al doilea vizir
În 1561, Marele Vizir Rüstem Pasha a murit și a fost urmat de al doilea Vizir, Semiz Ali Pasha. Sokollu Mehmed Pașa a devenit al doilea Vizir, în timp ce Pertev Pasha a devenit al Treilea Vizir.
La 17 august 1562, Sokollu Mehmed s-a căsătorit cu nepoata lui Sultan Suleiman - fiica prințului Selim - Ismihan Sultan (sau Esma Han). 
Mehmed a petrecut următorii ani în pace, guvernând și administrând domeniul.
În 1564, nepotul lui Mehmed, Sokollu Mustafa Bey, a devenit vicerege a Eyaletului din Bosnia.

#### Mare vizir
În iunie 1565, Marele Vizir Semiz Ali Pasha a murit. Sultan Suleiman a avut multă încredere în Sokollu Mehmed Pașa și la promovat în această poziție.

### Patrimoniu și moștenire
Sokollu Mehmed Pașa a lăsat numeroase clădiri arhitectonice bine cunoscute în Constantinopol și pe teritoriile otomane. Cea mai renumită dotare a sa este podul Višegrad, arcuit de unsprezece arcuri , în orașul său natal Višegrad.
Alte elemente ale moștenirii sale arhitecturale includ:
- Moscheea Azapkapi, construită de Sinan în 1577-1578 în districtul Azapkapi din Istanbul, este considerat cel mai important monument otoman din Galata.
- Sokollu Mehmed Pașa Kulliyesi, construit de Sinan in ca. 1572 în districtul Eyub din Istanbul, este un complex care include o medrese, o școală și mormântul său
- Complexul Sokollu Mehmed Pașa construit în 1549 și prelungit la 1569, de două ori de către Sinan. Situat pe autostrada principală dintre cele două capitale otomane din İstanbul și Edirne, la Luleburgaz, este un complex de caravanserai , baie, moschee, madrasah, o școală, străzi de piață și mai târziu apartamente private pentru utilizarea lui Sultan.
- Complexe construite la Havsa, un oraș de pe autostrada Istanbul-Edirne și în Payas, în sudul Turciei, lângă Antakya.
- Poduri de la Alpullu, Luleburgaz și Corlu, construite de Sinan
- Podul de la Arslanagića Most din Trebinje
- Podul Podișului din Podgorica
- Podul pe podul Žepa și Podul Caprei ( Kozija čuprija ) din Saraievo
- Băile publice din Havsa, Yesildirek (İstanbul), Baile publice Edirne și Luleburgaz, construite de Sinan

- Moscheea Neagră din Sofia, construită de Mimar Sinan, în perioada în care Sokollu Mehmed Pașa a fost guvernatorul Rumeliei și mai târziu a fost transformat într-o biserică în secolul al XIX-lea

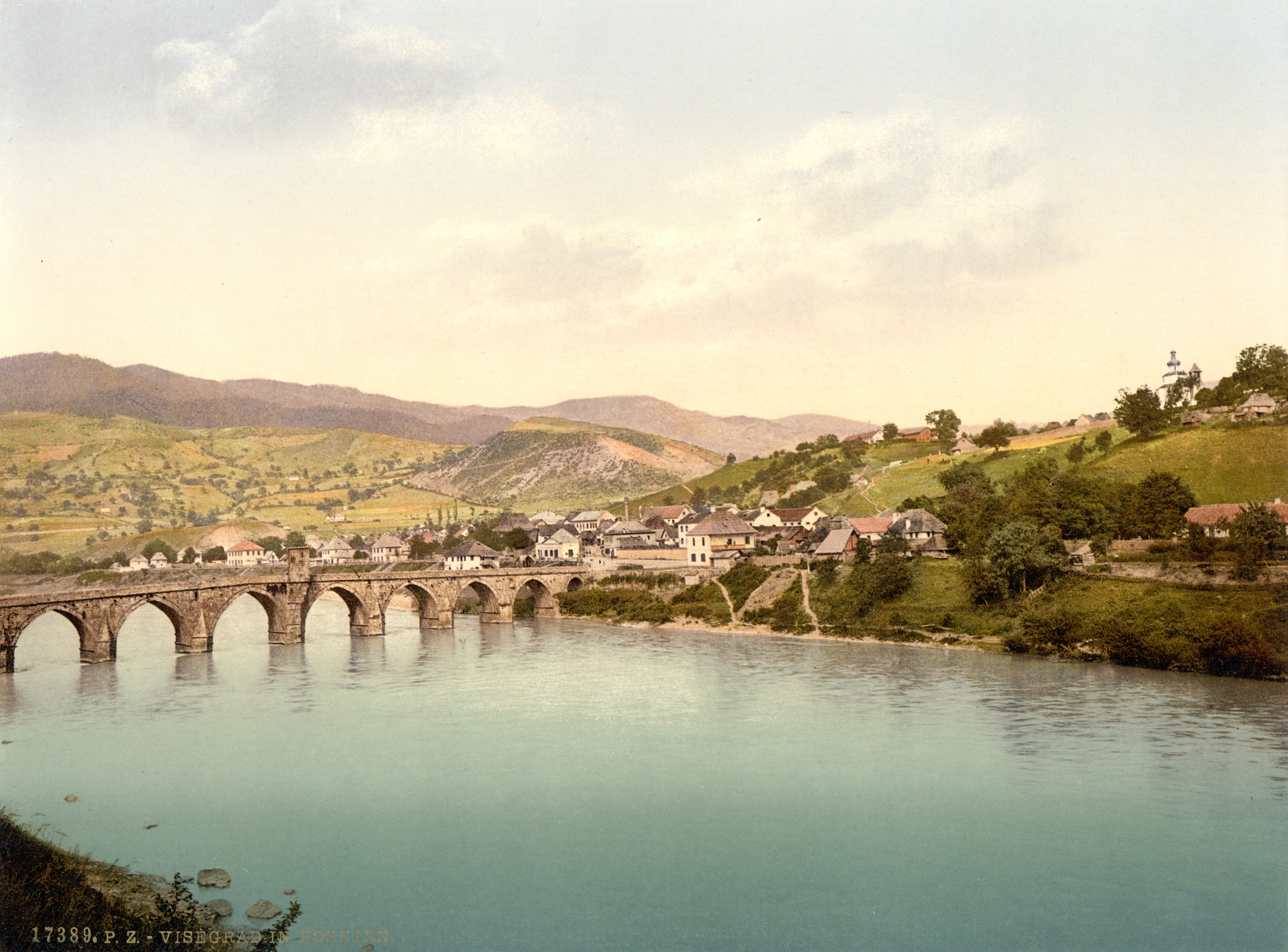
Podul lui Mehmed Pașa Socolovici, Visegrad
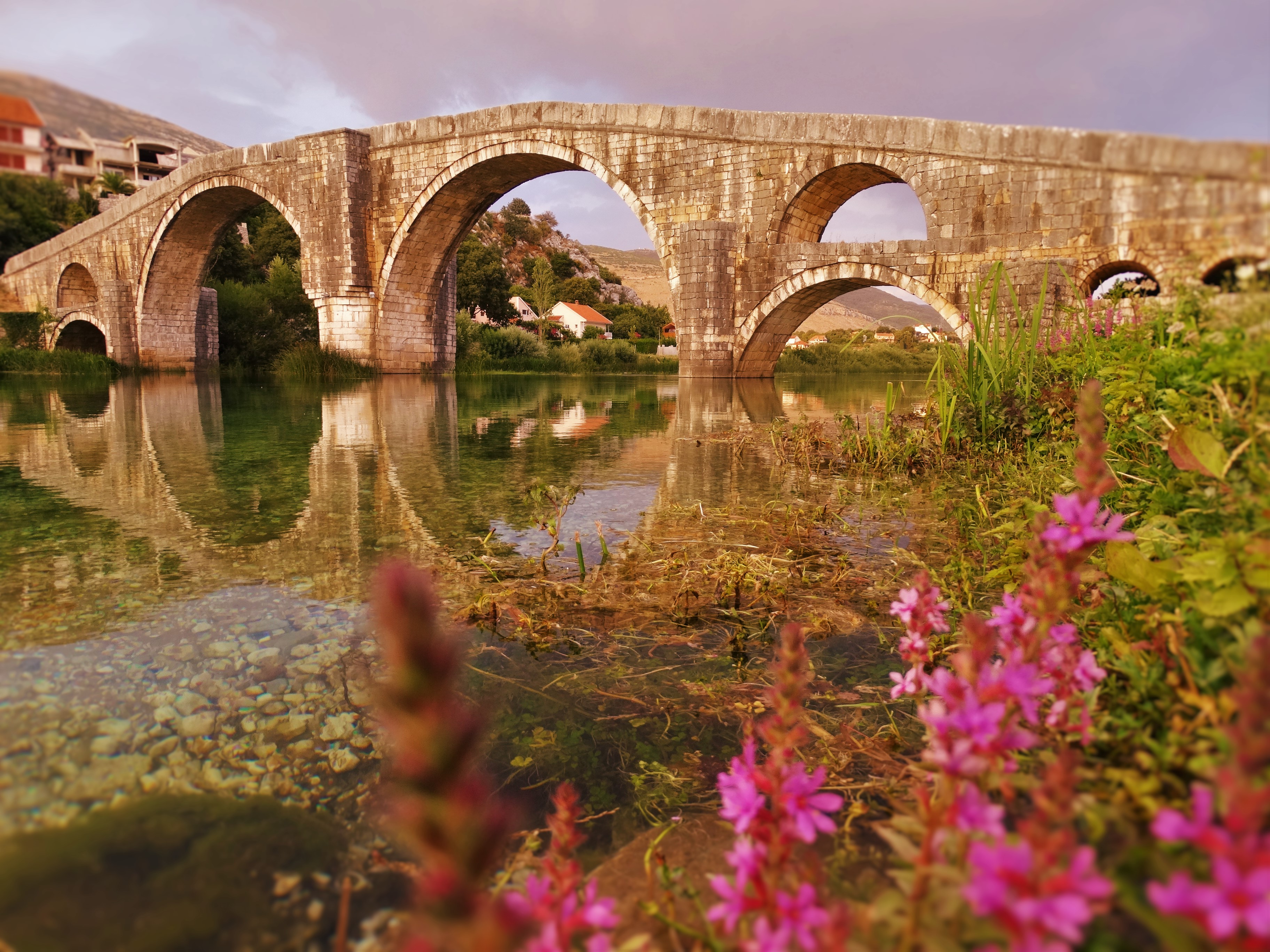
Podul Arslanagića Most, Trebinje
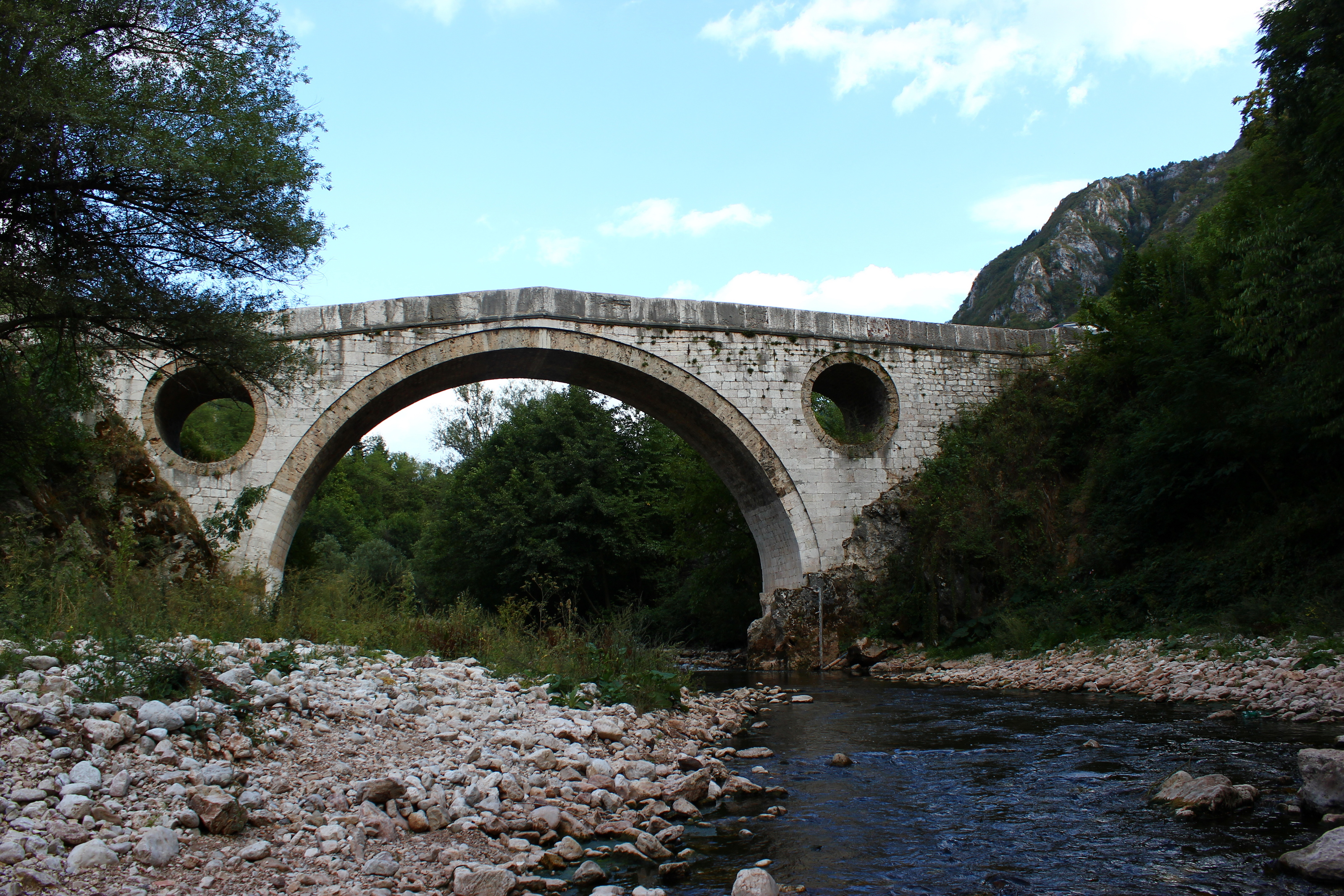
Podul Caprei (Kozija čuprija), Saraievo
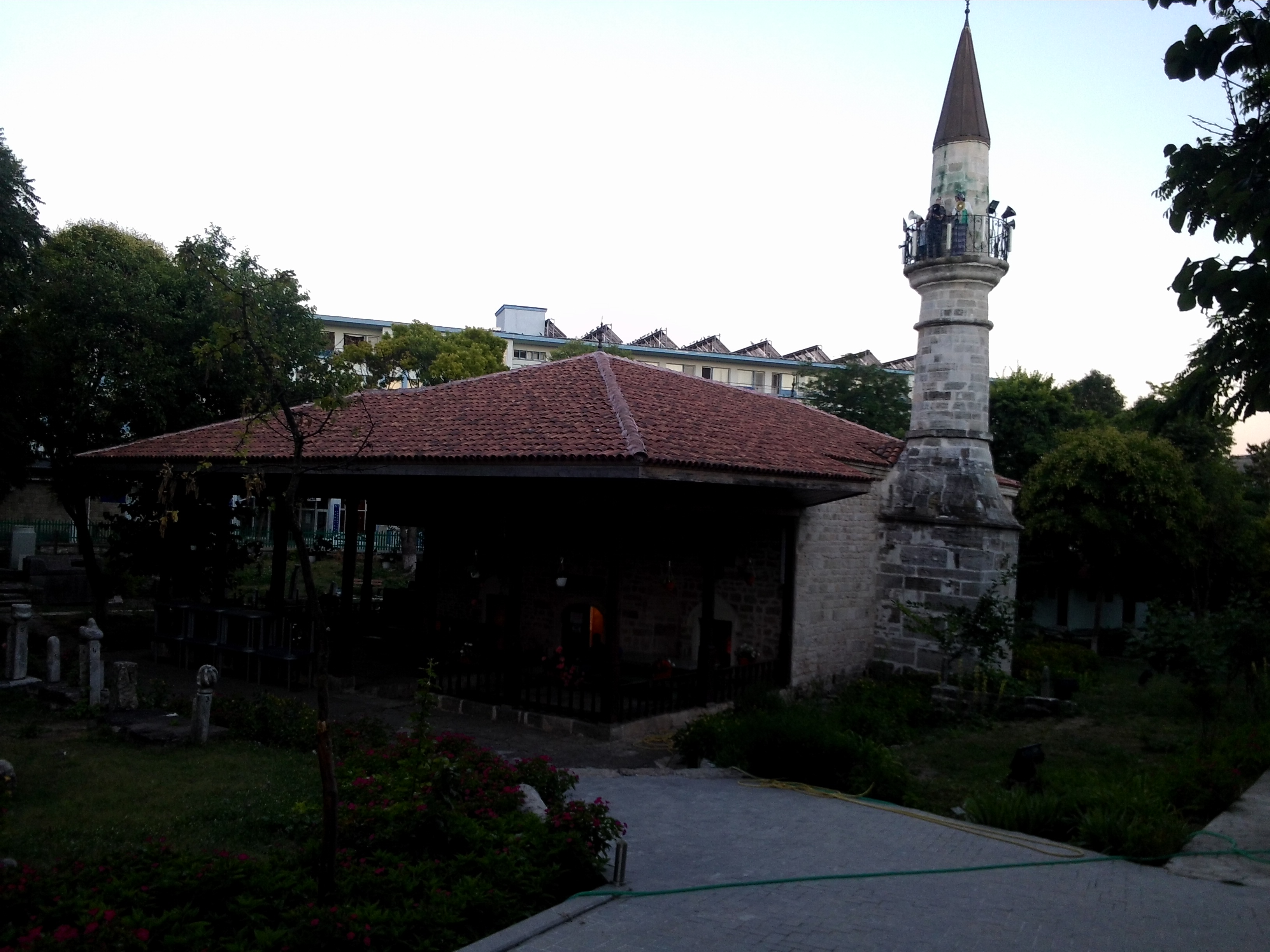
Moscheea Esmahan, Mangalia

### Ultimii ani
Proprietatea lui Sokollu Mehmed Pașa a atins punctul culminant în jurul anului 1573, când valoarea proprietății sale personale (numerar, bunuri, conturi, obiecte) era de 18 milioane de ducați. Mehmed a primit salariul standard al Marelui Vizir de 20 de ducați în fiecare zi. Bogăția sa a crescut foarte mult prin darurile și impozitele oficialilor otomani: oricine a devenit vizionar a plătit lui Mehmed Pasha 50.000-60.000 ducați și fiecare guvernator general a trebuit să plătească 15.000-20.000 sau chiar uneori 30.000-40.000 ducați la urcarea la birou. Guvernatorul provincial al Egiptului la Cairo a trimis în fiecare an 100.000 de ducați Marelui Vizir.
La 30 august 1574, marele vizir Sokollu Mehmed Pașa l-a instaurat pe nepotul lui Antonije Sokolović, apoi Mitropolitul de Hum, ca noul Arhiepiscop de Ohrid. În data de 23 octombrie a aceluiași an, la moartea morții patriarhului Makarije, Antonije a devenit noul patriarh sârb. Antonije a murit în curând, în 1575, și a fost înlocuit de un alt nepot al lui Mehmed, Gerasim Sokolović .
Când a murit sultanul Selim al II-lea, Sokollu Mehmed Pașa a păstrat din nou acest secret până când cel mai mare fiu al lui Selim, Murad, a sosit din postul guvernatorului său din Manisa. Sokollu Mehmed Pașa a recunoscut noul sultan Murad al III-lea și a rămas Grand Vizier, dar acum a trebuit să facă față influenței politice crescute a femeilor din palat, mai întâi cu mama sultanului Nurbanu Sultan și apoi cu soția sa de origine venețiană, Safiye Sultan . Murad al III-lea a tresărit treptat puterea copleșitoare a lui Sokollu Mehmed în Imperiu, iar influența Marelui Vizier a scăzut.
Sokollu Mehmed Pașa a fost implicat în disputele succesive ale coroanei poloneze în 1576 și 1577,
Sokollu Mehmed a semnat numeroase tratate de prietenie cu Veneția, Florența , Spania, Anglia și Elveția . El a reușit, de asemenea, să forțeze un număr de state europene să plătească un tribut: Austria a plătit 9.000 de ducați; Transilvania 3.000; Valahia 7.000; Moldova 3.000. În cele din urmă, chiar și Veneția trebuia să-i plătească anual 4000 de ducați. Acest lucru ia dat în totalitate un venit anual de 31.000 de ducați de aur. 
Mehmed a fost inițial cunoscut pentru a se opune războiului cu Persia , care a început în 1578, dar a fost răsturnat în cele din urmă, printre unul dintre motive fiind constrângerile constante ale lui Sokollu Mehmed de a profita de rivalul otoman învecinat. [1] Sultanul Murad al III-lea, după aceea, a început să-și limiteze puterile lui Marele Vizier, îndepărtându-și încet aliații din înaltele birouri. Secretarul de stat Feridun, un vechi companion al lui Sokollu mehmed de la asediul lui Szigetvár, a fost trimis la Belgrad, departe de Constantinopol. Mehmed, prietenul arab credincios, guvernatorul general al Ciprului, a fost lins de militarii militari. Cele mai mari rivali ale lui Mehmed, Hamid Efendi și Piyale Pasha, au aranjat execuția protecției grecești a Marelui Vizier, Michael Kantakouzenos. La 10 octombrie 1578, asasinatul a fost asasinat Sokollu Mustafa Bey, nepotul lui Sokollu Mehmed Pasha și guvernatorul general al lui Budin. Cu ocazia aniversării acestei zile, la 10 octombrie 1579, Sokollu Mehmed ia citit slujitorul Hasan Bey despre bătălia din Kosovo .
La 11 octombrie 1579, Sokollu Mehmed Pasha a fost asasinat. Încheierea guvernării sale de aproape 15 ani, servind drept unicul reprezentant legal al sultanului în administrarea afacerilor de stat. Există unii care susțin că asasinul a fost un deghizat în deghizare în angajarea lui Safiye Sultan, soția lui Murad al III-lea. De asemenea, unele surse susțin că Sokollu Mehmed a fost o țintă a agentului Hashshashin, deoarece el se opunea războiului cu Persia în cazul în care această ordine a fost staționată, ceea ce nu era în interesul lor, deși aceasta este o afirmație foarte controversată, deoarece acest ordin a fost distrus de Mongoli cu mult timp înainte .
Este îngropat în complexul său, Sokollu Mehmed Pașa Külliyesi, în spatele Moscheii Eyüp din Istanbul, la Sokollu Mehmed Pașa Türbe, construit de către arhitectul său celebru Mimar Sinan pentru el c. 1572. Soția lui Ismihan (sau Esma Han) este îngropată lângă el și în grădina mică din Türbe sunt îngropați familia și descendenții lui Sokollu Mehmed Pașa.
După moartea sa, sultanul Murad al III-lea a schimbat zeci de vase de zece ori în șaisprezece ani. Aceste schimbări frecvente în guvern au făcut parte din instabilitatea generală a guvernului otoman care a urmat după moartea lui Sokollu Mehmet Pașa, dovadă a unui declin al imperiului pe care la avut în vârful său în timp ce era în funcție.